# Лайонел Кокс (велогонщик)
Лайонел Кокс (англ. Lionel Cox, 5 грудня 1930 — 9 березня 2010) — австралійський велогонщик.
Олімпійський чемпіон 1952 року на тандемах, срібний призер 1952 року в спринт-скретчі.